# Vetenskapsåret 1975

## Händelser

### Astronomiochrymdfart
- 20 augusti - USA skjuter iväg Viking 1 mot planeten Mars [1].
- September - USA skjuter iväg Viking 2 mot planeten Mars [1].
- Oktober: De sovjetiska:s rymdsonderna Venera 9 och Venera 10 når planeten Venus.
- Okänt datum - Den sovjetiska rymdsonderna Venera 12 landar på Venus och tar bilder på omgivningen [2].
- Okänt datum - Kohouteks komet siktas för första gången [2].
- Okänt datum - Den ljusaste novan på årtionden uppträder i stjärnbilden Svanen [2].

### Biologi
- 7 augusti - César Milstein och Georges Köhler rapporterar sin upptäckt om hur man använder hybridomaceller för att isolera monoklonala antikroppar, och därmed börjar användandet av de monoklonal antikropp inom vetenskapen[3][4]
- Okänt datum -  Levande exemplar av Chacoan Peccary (Catagonus wagneri), tidigare bara kända bland vetenskapsmän från fossiler, identifieras i Paraguay.[5]

## Pristagare
- Bigsbymedaljen: Drummond Hoyle Matthews [6]
- Copleymedaljen: Francis Crick
- Ingenjörsvetenskapsakademien utdelar Axel F. Enströmmedaljen till Ragnar Woxén.
- Nobelpriset:[7]
  - Fysik: Aage Bohr, Ben R. Mottelson, James Rainwater
  - Kemi: John Cornforth, Vladimir Prelog
  - Fysiologi/Medicin: David Baltimore, Renato Dulbecco, Howard M. Temin
- Steelepriset: George Mackey, Blaine Lawson, Lipman Bers, Martin Davis, Joseph L. Taylor
- Turingpriset: Allen Newell och Herbert Simon
- Wollastonmedaljen: Hollis Dow Hedberg [8]

## Födda
- 8 maj – Johan Elf, svensk biolog.
- 5 juni – Katarina Bernhardsson, svensk litteraturvetare.

## Avlidna
- 8 februari – Robert Robinson, 88, brittisk kemist, nobelpristagare.
- 10 september – George Paget Thomson, 83, brittisk fysiker, nobelpristagare.
- 30 oktober – Gustav Hertz, 88, tysk fysiker, nobelpristagare.
- 5 november – Edward Lawrie Tatum, 65, amerikansk genetiker, nobelpristagare.

### Fotnoter
1. 1 2  Så funkar rymden, Stuart Atkinson, 1990
2. 1 2 3  Så funkar universum, James Muirden
3. ↑  Kohler, G.; Milstein, C. (26 februari 1975). ”Continuous cultures of fused cells secreting antibody of predefined specificity”. Nature "256" (5517):  ss. 495–497. doi:10.1038/256495a0. PMID 1172191.
4. ↑  Waldman, Thomas A. (26 februari 2003). ”Immunotherapy: past, present and future” (PDF). Nature Medicine "9" (3):  ss. 269–277. doi:10.1038/nm0303-269. PMID 12612576. http://www.nature.com/cgi-taf/DynaPage.taf?file=/nm/journal/v9/n3/full/nm0303-269.html&filetype=pdf.
5. ↑  Naish, Darren (24 november 2008). ”New, obscure, and nearly extinct rodents of South America, and... when fossils come alive”. Tetrapod Zoology. http://scienceblogs.com/tetrapodzoology. Läst 13 december 2008.
6. ↑  ”Geological Society”. Arkiverad från originalet den 5 juni 2011. https://web.archive.org/web/20110605101836/http://www.geolsoc.org.uk/gsl/society/history/page753.html. Läst 13 april 2011.
7. ↑  ”Nobelpriset”. http://nobelprize.org/nobel_prizes/lists/all/index.html. Läst 10 april 2011.
8. ↑  ”Geological Society”. Arkiverad från originalet den 5 juni 2011. https://web.archive.org/web/20110605102217/http://www.geolsoc.org.uk/gsl/society/history/page750.html. Läst 14 april 2011.